# 抱きしめたい (REVの曲)
「抱きしめたい」（だきしめたい）はREVの2枚目のシングル。

## 内容
ABC制作テレビ朝日系ドラマ『青春オフサイド!女教師と熱血イレブン』オープニングテーマ及びロッテ「CRUNKY STICK」CMソング。カップリングの「こわれながら美しくなれ」は同ドラマのエンディングテーマで、当時、ZYYGのベーシストだった、前作のシングル「果てしない夢を」にて、ボーカリストとして参加した栗林誠一郎がコーラスで参加。いずれも、このドラマの主題歌と言うこともあり、アルバム「REV」に収録されている。
なお、「抱きしめたい」の方は「青春オフサイド!」終了後も、同ドラマが放送された「火曜ドラマリーグ」枠各作品の統一オープニング曲として引き続き使用された（ただし、エンディング曲は各作品個別で、別のアーティストの曲となった）。

## 収録曲
全作詞･作曲:出口雅之、全編曲:葉山たけし
1. 抱きしめたい
2. こわれながら美しくなれ

## 参加ミュージシャン
- 出口雅之 - ギター
- 葉山たけし - ギター、プログラミング
- 生沢佑一(TWINZER) - コーラス
- 栗林誠一郎(ZYYG) - コーラス